# Palpimànids
Els palpimànids (Palpimanidae) són una família d'aranyes araneomorfes.
En lloc de les habituals sis fileres, els palpimànids en tenen dues. Les primeres potes són molt llargues. Totes les espècies produeixen seda no cribel·lada.
Són aranyes que es troben a Sud-amèrica, Àfrica, Sud-est d'Àsia, Xina, amb algunes espècies al Mediterrani i una a l'Uzbekistan.

## Sistemàtica
Segons el World Spider Catalog amb data del desembre de 2018, aquesta família té reconeguts 18 gèneres i 150 espècies. El creixement dels darrers anys és considerable, ja que el 28 d'octubre de 2006 es reconeixien 15 gèneres i 127 espècies. Els 18 gèneres existents són els següents:
- Anisaedus Simon, 1893  – Àfrica, South America
- Badia Roewer, 1961  – Senegal
- Boagrius Simon, 1893  – Tanzania, Malaysia, Indonesia (Sumatra)
- Chedima Simon, 1873  – Morocco
- Chedimanops Zonstein & Marusik, 2017  – Congo
- Diaphorocellus Simon, 1893  – Botswana, Namíbia, Sud-àfrica, Tanzània
- Fernandezina Birabén, 1951  – Colòmbia, Perú, Bolívia, Argentina, Guyana, Brasil
- Hybosida Simon, 1898  – Seychelles, East Africa
- Hybosidella Zonstein & Marusik, 2017  – Camerun
- Ikuma Lawrence, 1938  – Namíbia
- Levymanus Zonstein & Marusik, 2013  – Israel, Aràbia Saudita, Emirats Àrabs Units, Etiòpia
- Notiothops Platnick, Grismado & Ramírez, 1999  – Xile
- Otiothops MacLeay, 1839  – Índies Occidentals, Sud-amèrica
- Palpimanus Dufour, 1820  – àmpliament difosa
- Sarascelis Simon, 1887  – Africa, Singapur, Índia?
- Scelidocteus Simon, 1907  – São Tomé i Príncipe, Guinea Bissau, Àfrica Occidental, Congo, Costa d'Ivori
- Scelidomachus Pocock, 1899  – Iemen (Socotra)
- Steriphopus Simon, 1887  – Birmània, Xina, Seychelles, Sri Lanka

### Superfamília Palpimanoidea
Els palpimànids havien format part de la superfamília dels palpimanoïdeus (Palpimanoidea), juntament amb els huttònids i els estenoquílids.
Les aranyes, tradicionalment, havien estat classificades en famílies que van ser agrupades en superfamílies. Quan es van aplicar anàlisis més rigorosos, com la cladística, es va fer evident que la major part de les principals agrupacions utilitzades durant el segle XX no eren compatibles amb les noves dades. Actualment, els llistats d'aranyes, com ara el World Spider Catalog, ja ignoren la classificació de superfamílies.